# Galium tricornutum
Galium tricornutum là một loài thực vật có hoa trong họ Thiến thảo. Loài này được Dandy mô tả khoa học đầu tiên năm 1957.

## Hình ảnh

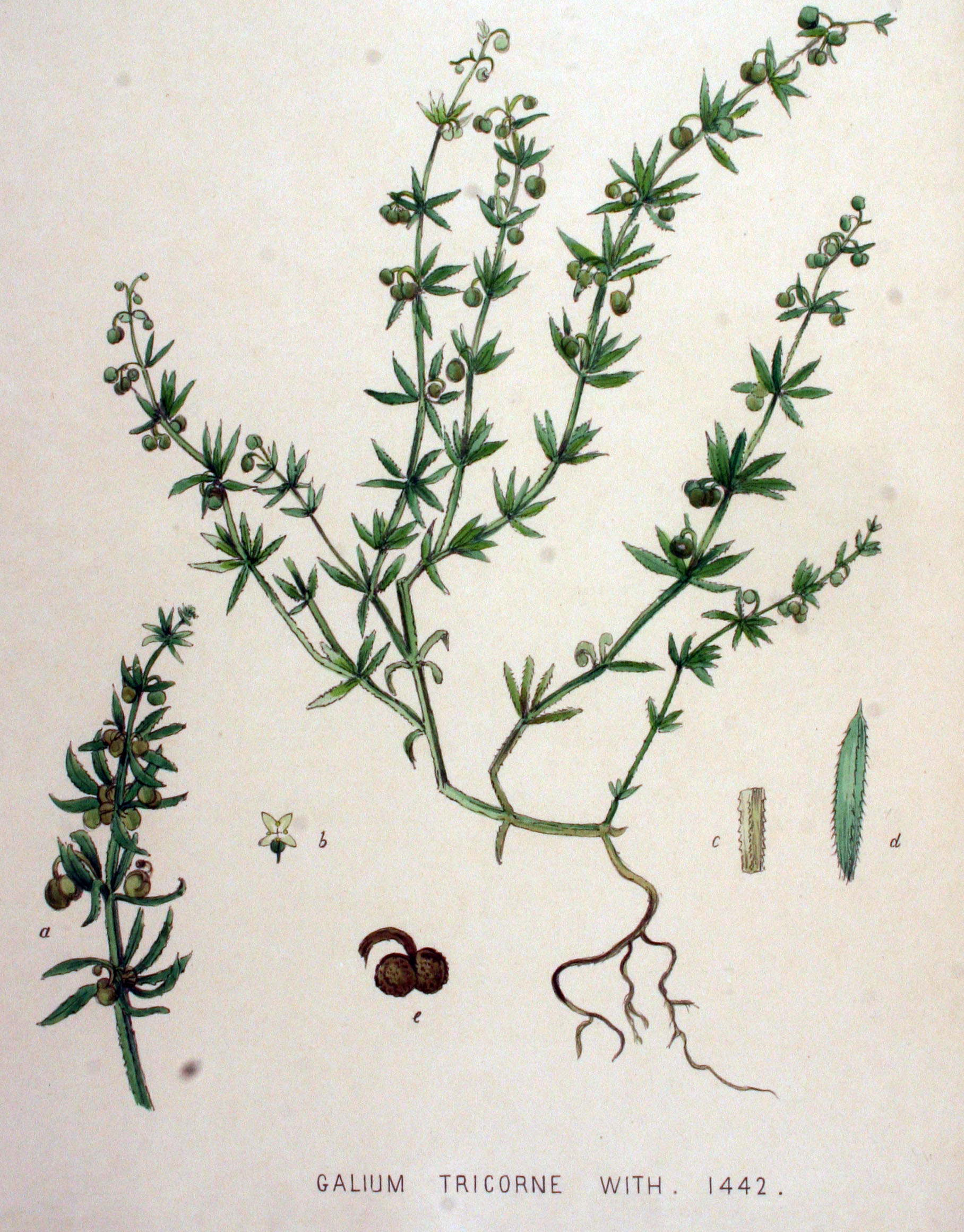
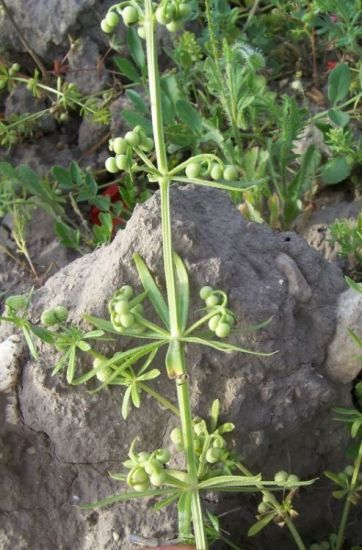
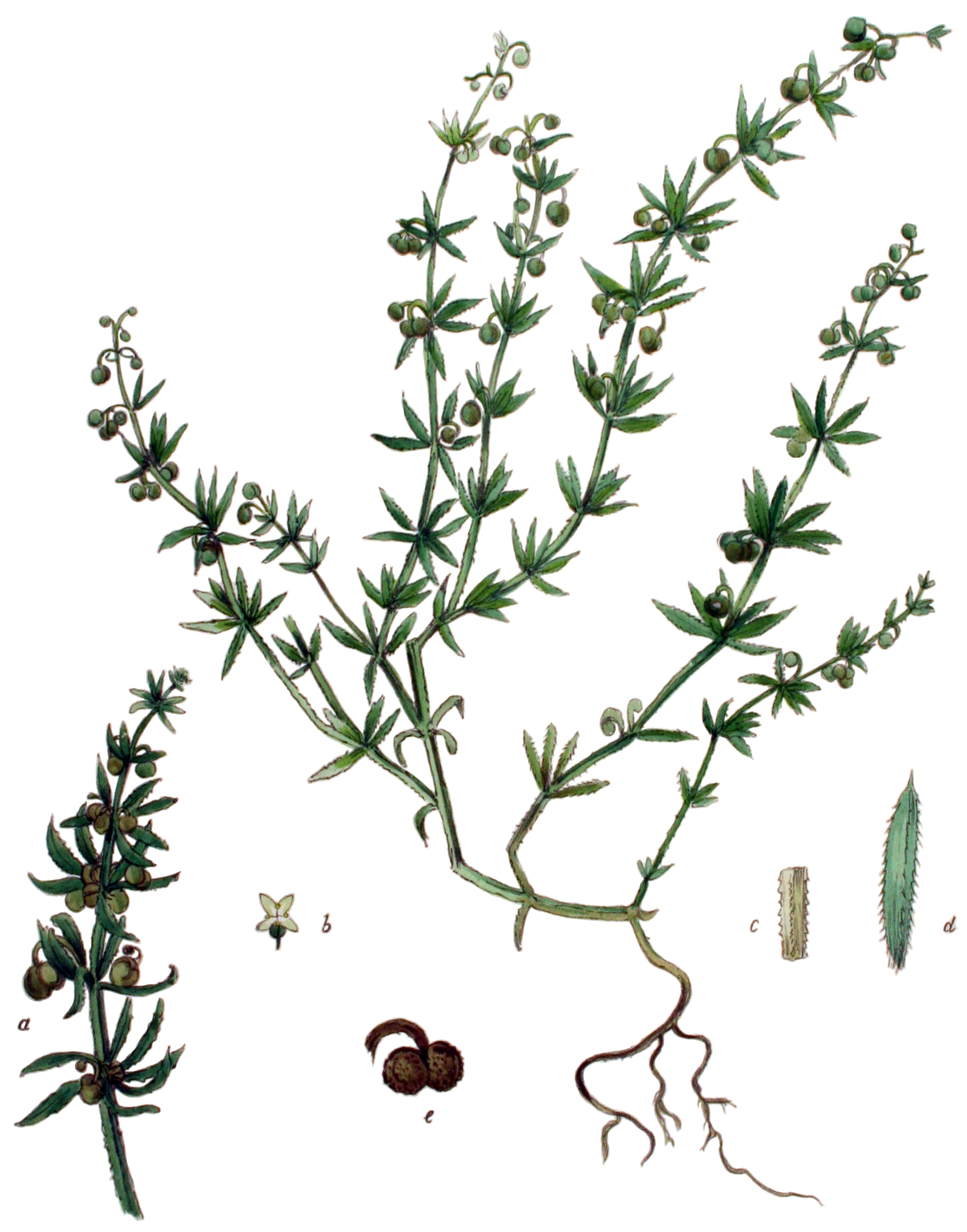
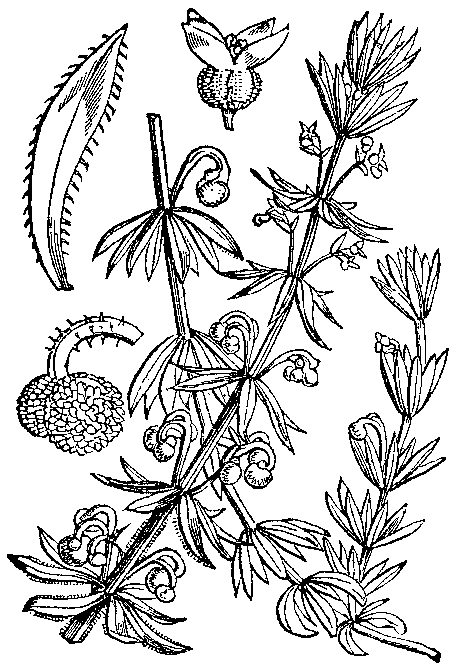